# Robert Barbieri
Pour les articles homonymes, voir Barbieri.

a Compétitions nationales et continentales officielles uniquement.

b Matchs officiels uniquement.
Robert Julian Barbieri, né le 5 juin 1984 à Toronto, est un joueur de rugby à XV italien.

## Carrière

### En club
- 2000-2003 : Yeomen
- 2003-2007 : SKG Gran Parme
- 2007-2014 : Benetton Trévise
- 2014-2015 : Leicester Tigers
- 2015-2019 : Benetton Trévise

### En équipe nationale
Il a honoré sa première cape internationale en équipe d'Italie le 9 juin 2006 par une victoire 52-6 contre l'équipe du Japon.

## Palmarès

### En équipe nationale
- 41 sélections en équipe d'Italie de 2006 à 2017[1].
- 15 points (3 essais)[1].
- Tournoi des Six Nations disputés: 2011, 2012, 2013, 2014, 2015.